# Henrik August Angell
Pour les articles homonymes, voir Angell.
 (octobre 2016).
Si vous disposez d'ouvrages ou d'articles de référence ou si vous connaissez des sites web de qualité traitant du thème abordé ici, merci de compléter l'article en donnant les références utiles à sa vérifiabilité et en les liant à la section « Notes et références ».
Henrik Angell (1862[à vérifier]-1922) est un colonel de l’armée norvégienne, appelé[Par qui ?] "Bayard norvégien"[réf. nécessaire] qui s’engage comme lieutenant à la Légion étrangère française à l’âge de 57 ans (en 1918) pour servir pendant la Première Guerre mondiale.
Il est né à Lyster[Où ?], sur le bord de l'admirable fjord de Son[à vérifier], dans la région sud-ouest de la Norvège. 
Il y a à Trondjmen[Où ?] une fondation charitable qui porte le nom de ses ancêtres mais surtout à une famille militaire[style à revoir]. 
Après son grand père et son père, il se résolut à entrer dans l'armée, et, tout de suite, il s'y trouva merveilleusement à sa place. Lieutenant en 1884[style à revoir]

## Carrière militaire
Il sert au camp de la Valbonne, passe à Saint-Cyr puis au camp de Châlons et combat à Fort de Vaux et en Champagne avant de rejoindre la Mourmanie d’où il rentre avec les membres inférieurs gelés, ce qui nécessite une amputation.
« En devenant lieutenant français, j’estime être monté en grade...» disait-il.
Après la guerre, il écrit « Pour le droit et pour l’honneur ».
Il décède en janvier 1922.

## Sport
Il est l'un des pionniers du ski en France et en Europe. En 1903, il vient en France former le 159e régiment d'infanterie au ski. Entre 1905 et 1907, il représente la Norvège lors des réunions du Comité international olympique.

## Publications
- Criminels, Contes de Garde-Frontières (1906)
- Skieurs norvégiens (1908)
- Vikings de Bygdo (1908)
- Braves Enfants